# Mormodes cartonii
Mormodes cartonii är en orkidéart som beskrevs av William Jackson Hooker. Mormodes cartonii ingår i släktet Mormodes och familjen orkidéer. Inga underarter finns listade i Catalogue of Life.

## Bildgalleri

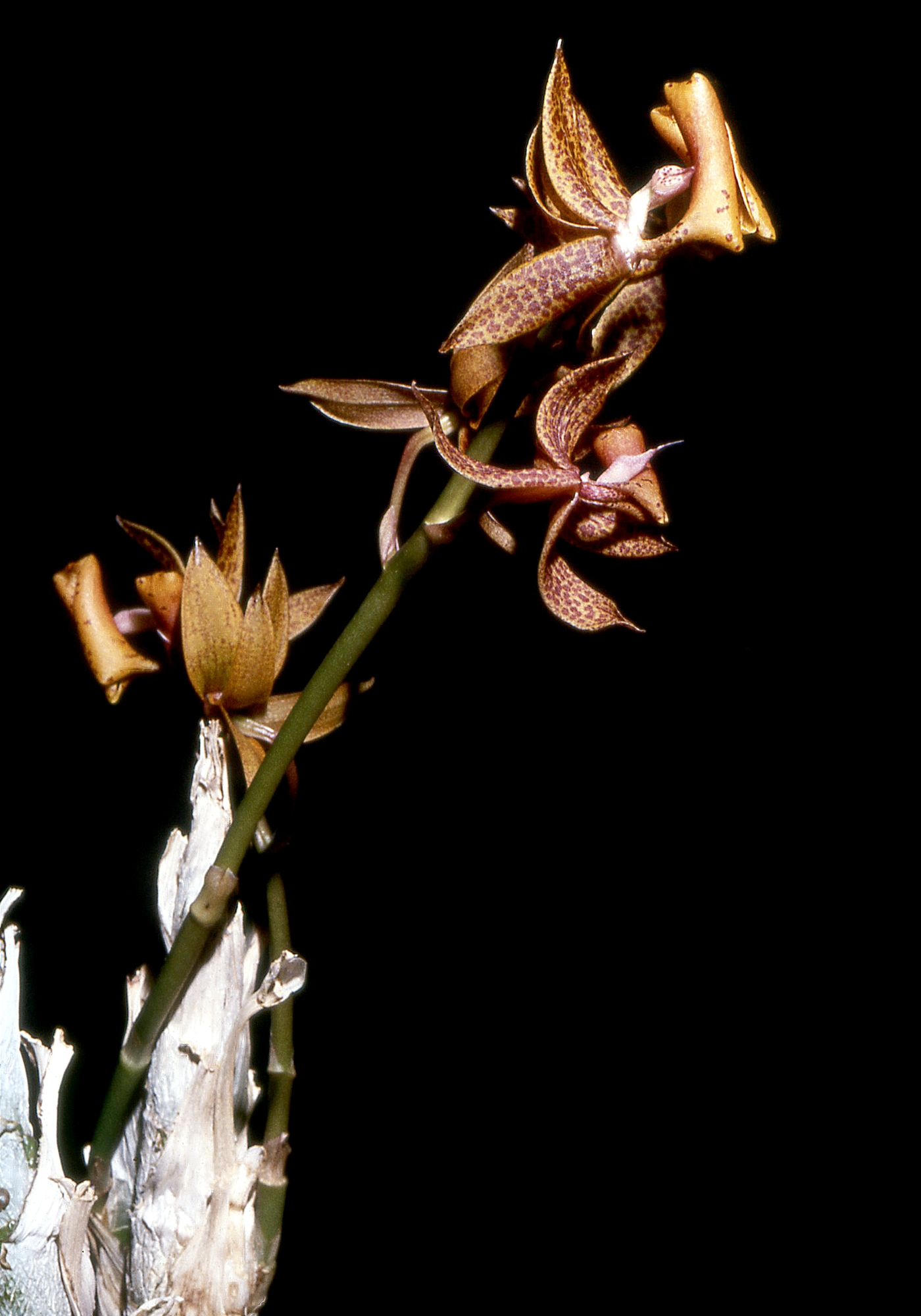
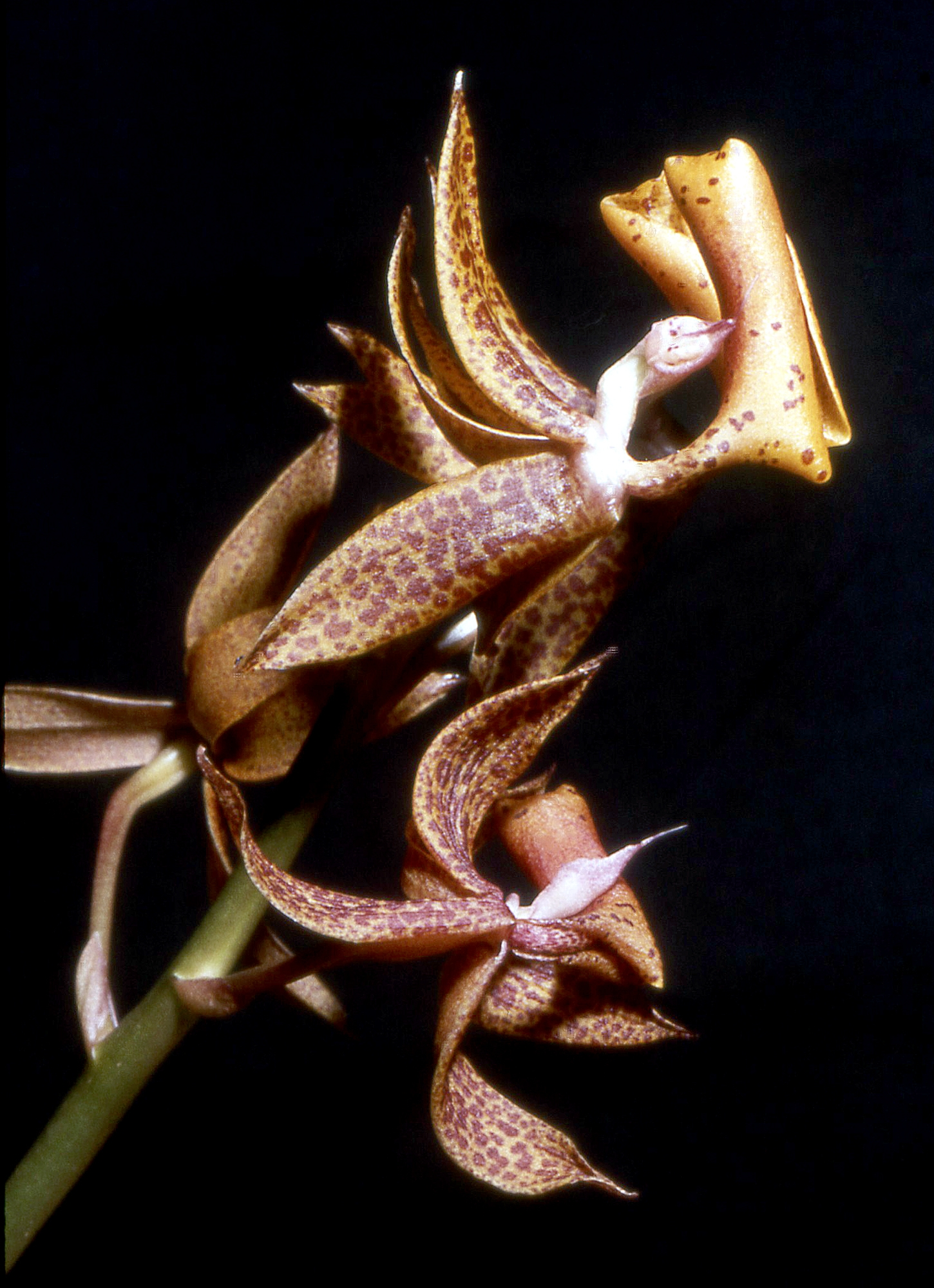
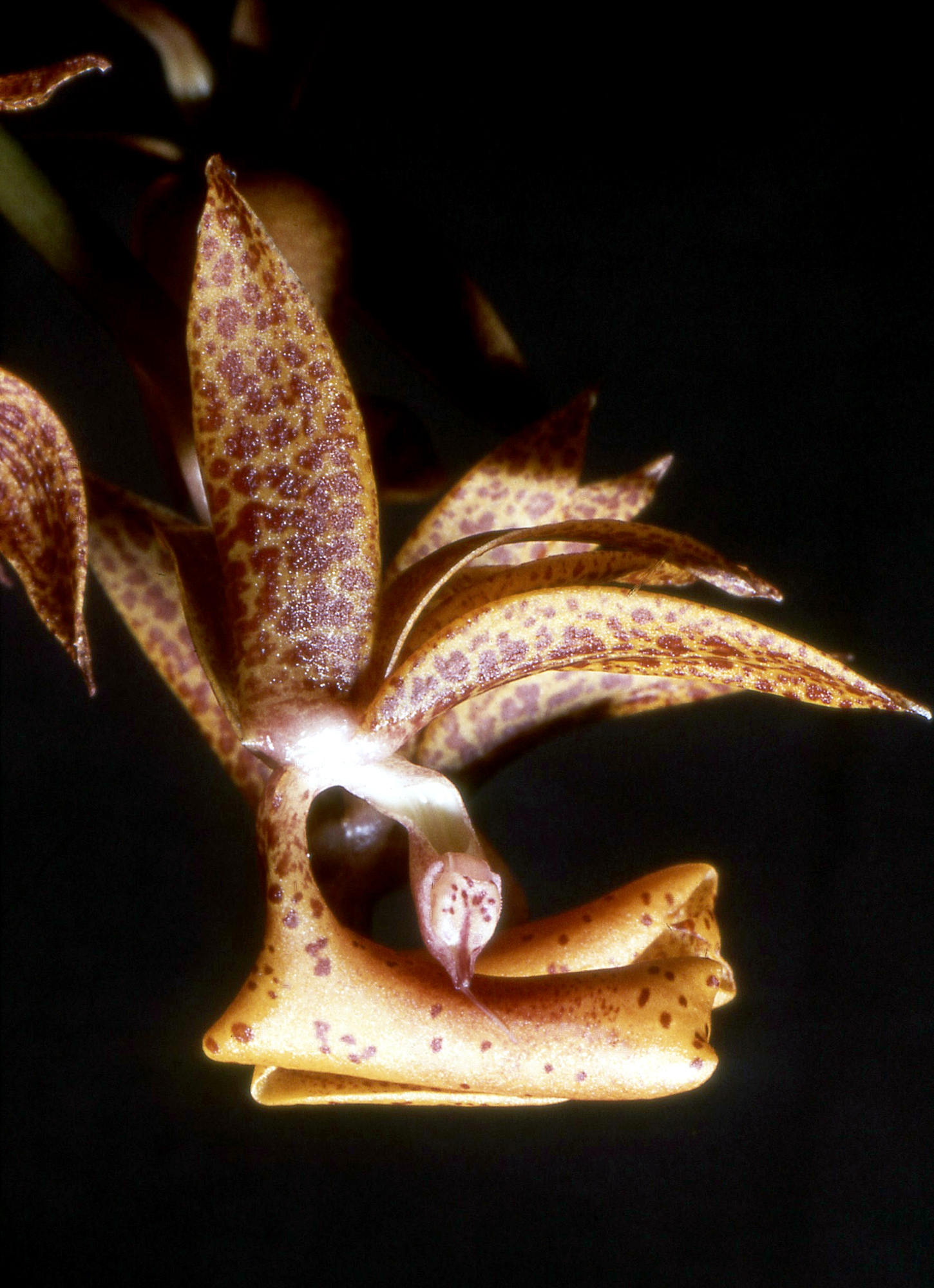